# 唐湘
唐湘（？—），香港足球運動員。五十年代曾效力於港甲南華。他曾入選中華民國代表隊參加1954年馬尼拉亞運，協助獲得男子足球金牌。